# Mikroregion Rondonópolis

Mikroregion Rondonópolis

Mikroregion Rondonópolis – mikroregion w brazylijskim stanie Mato Grosso należący do mezoregionu Sudeste Mato-Grossense.

## Gminy
- Dom Aquino
- Itiquira
- Jaciara
- Juscimeira
- Pedra Preta
- Rondonópolis
- São José do Povo
- São Pedro da Cipa